# Sestry augustiniánky rekoletky
Sestry augustiniánky rekoletky (angličtina: Augustinian Recollect Sisters) je ženská řeholní kongregace, jejíž zkratkou je A.R.

## Historie
Původ kongregace sahá do roku 1725, kdy sestry Cecilia Rosa de Jesús Talangpaz a Dionisia de Santa María Mitas Talangpaz vstoupily jako terciářky do Řádu augustiniánů rekoletů. Tato skupina se později rozrostla. 
Sestry až do roku 1907 neskládaly žádné sliby. Dne 19. srpna 1929 arcibiskup Manily povýšil toto terciární společenství na řeholní kongregaci. Schválení Svatým stolcem získala 20. listopadu 1970.

## Aktivita a šíření
Věnují se hlavně výchově a křesťanskému vzdělávání mládeže, ale také dalším apoštolským dílům. 
Kromě Filipín se nachází v Austrálii, Španělsku a v USA. 
K roku 2008 měla kongregace 289 sester ve 41 domech.